# 招商局港口控股
招商局港口控股有限公司（しょうしょうきょくこうこう-こうこ-ゆうげんこうし、英文名称：China Merchants Port Holdings Co., Ltd.、簡体字：招商局港口控股有限公司）は、中華人民共和国の中央企業の招商局集団の子会社で、香港特別行政区に登記されている公開株式会社である。
経営形態として持株会社制を採っており、子会社、合弁会社、関連会社を通じ、港湾運送業、保税地域事業、港湾関連製造業、不動産業などの事業を行う。
香港系グローバルターミナルオペレーターのうちの1社であるが、招商局港口控股および中遠海運港口の2社の経営戦略は中華人民共和国政府の地政学的戦略、港湾政策、国有資産監督管理制度および金融監督管理制度の強い影響下にあり、他の香港系グローバルターミナルオペレーターと比べて異質である。

## 影響力を有する港湾
- 中国本土
  - 環渤海・黄海北部：天津港、青島港、大連港
  - 長江デルタ：上海港、寧波-舟山港
  - 東南沿岸：厦門港、漳州港
  - 珠江デルタ：深圳港（西部）、広州港
  - 西南沿岸：湛江港
- 特別行政区、政治的特殊地域
  - 香港港、高雄港（台湾）
- 海外
  - インド洋：コロンボ港（スリランカ）、ジブチ港（ジブチ）
  - 西アフリカ：ラゴス港（ナイジェリア）、ロメ港（トーゴ）、アビジャン港（コートジボアール）
  - 地中海：アンバルリ港（トルコ）、マルサックスロック港（マルタ）、フォス港（フランス）、タンジェ港（モロッコ）、カサブランカ港（モロッコ）
  - 欧州大西洋岸：ルアーブル港（フランス）、モントワール港（フランス）
  - 北海：ダンケルク港（フランス）、ゼーブルッヘ港（ベルギー）、アントワープ港（ベルギー）
  - 北米：マイアミ港（アメリカ）、ヒューストン港（アメリカ）
  - 北東アジア：プサン港（韓国）

## 沿革

### 90年代
- 1991年5月28日、「Attington Investment Limited（現、招商局港口控股有限公司）」は香港で設立登記される。
- 1992年7月15日、Attington Investment Limitedは「海虹集団有限公司」に改名し、香港証券取引所に上場する。同社は香港証券取引所に上場された最初のレッドチップ企業となった。
- 1994年、「Ming Wah (Universal) Shipping Incorporation」を買収し、船舶塗装業から海運へ事業を拡大させる。
- 1994年7月28日、海虹集団有限公司は「招商局海虹集団有限公司」に改名する。
- 1997年、有料道路会社五社を買収する。更にコンテナの製造およびリースを手掛ける「中国国際海運集装箱（集団）股份有限公司」の株式の23.73%を取得し関連会社とする。これらにより有料道路事業ならびに製造業分野に参入する。
- 1997年6月16日、招商局海虹集団有限公司は「招商局国際有限公司（CMHI）」に改名する。
- 1998年、CMHIは子会社の投資持株会社を通じ、香港系グローバルターミナルオペレーター（GTO）の一つである「現代貨箱碼頭有限公司（MTL）」の株式を取得し、その第二位の株主となる。
- 1998年、CMHIは子会社の投資持株会社を通じ、深圳の投資持株会社の「南山開発（集団）股份有限公司」の株式の28.5%を取得し、筆頭株主となる。
- 1999年、CMHIは子会社の投資持株会社を通じ、深圳西側の蛇口コンテナターミナルを運営する「蛇口集装箱碼頭有限公司（SCT）」の持分の32.5%を取得し、その筆頭株主となる。
- 1999年、CMHIは子会社の投資持株会社を通じ、香港国際空港で航空貨物ターミナルを運営する「亜洲空運中心有限公司」の株式の20%を取得し、空港事業に参入する。

### 2000年代
- 2000年、CMHIは子会社の投資持株会社を通じ、深圳西側の赤湾でコンテナターミナルの運営を行う「凱豊碼頭（現、「赤湾集装箱碼頭有限公司（CCT）」）」の持分の20%を取得する。
- 2000年、CMHIは子会社の投資持株会社を通じ、漳州港で埠頭を運営する合弁会社「漳州招商局碼頭有限公司」を創設し、持分の49%を取得する。
- 2001年、媽湾港プロジェクトの為に、CMHIと「深圳赤湾港航股份有限公司（深圳赤湾）」は合弁会社「深圳港航国際有限公司（港航国際） 」を創設した。合弁会社の持分の所有比率は、CMHIが49%、深圳赤湾港航股份有限公司が51%とした。
- 2001年、CMHIは23.9%の持分を所有する「中国光大亜太有限公司」を通じて、深圳港媽湾港区で一般貨物とバルク貨物を扱う海星埠頭を運営する「深圳海星港口発展有限公司」の持分の33%を間接所有する。同年、中国光大亜太有限公司は、「招商局亜太有限公司（CMHP）」に改名する。
- 2002年、CMHIは子会社の投資持株会社を通じ、香港でコンテナターミナルサービスと港湾運送を提供する「招商局貨柜服務有限公司」の株式の100%の取得し完全子会社とする。同年、子会社の投資持株会社を通じ、深圳港でターミナルサービスと港湾運送を提供する「招商港務（深圳）有限公司」の持分の100%を取得し完全子会社とする。
- 2002年、CMHIが参加する投資コンソーシアムは別の投資コンソーシアムとともに合弁会社「蛇口集装箱碼頭二期有限公司（SCT2：現、深圳聯運捷集装箱碼頭有限公司」）」を設立し、CMHIが参加する投資コンソーシアムの持分所有率を51%とした。
- 2002年、CMHIと深圳赤湾は、媽湾港プロジェクトの為の合弁会社「深圳港航国際有限公司」を解散させ、「深圳市南油（集団）有限公司（南油）」が参加する新たに合弁会社を設立した。CMHIが英領バージン諸島に設立させた投資子会社「Media Port Investments Limited（Media Port）」に深圳赤湾も50%出資させた上で、Media Portと南油は合弁会社を設立した。新たな合弁会社の権益の所有比率は、Media Portが60%、南油が40%とした。
- 2003年、CMHIは合弁会社「寧波大榭招商国際碼頭有限公司」を設立し、寧波港大榭港区の港およびコンテナターミナルの開発事業を担うこととなった。CMHIは同社の持分の45%を所有し同社の経営管理権を持つ。
- 2003年、CMHIは所有する「漳州招商局碼頭有限公司」の持分を増やし60%とする。
- 2004年、CMHIは招商局グループ内の事業再編に伴い、有料道路事業を「招商局亜太有限公司」に譲渡し、原油タンカー事業をグループ内会社に売却する。同年、香港ハンセン株価指数構成銘柄となる（2018年9月に除外）。
- 2005年、「上海国際港務（集団）股份有限公司（SIPG）」が設立され、上海港の港およびコンテナターミナルの事業は株式会社化される。CMHIは同社に出資し株式の30%を所有する。
- 2005年、寧波大榭招商国際ターミナルが開港する。
- 2005年、天津港の五洲国際コンテナターミナルの事業を行う「天津五洲国際集装箱碼頭有限公司」が設立され開港する。CMHIは同社に出資し持分の14%を所有する。
- 2006年、CMHIは「深圳媽湾港務有限公司」の持分の70%を所有する。また「媽湾港海星碼頭有限公司」の持分所有を増やし67%とする。
- 2006年、CMHIは合弁相手のMTLとともに、SCTプロジェクトの一期、二期、および三期の持分の整理統合作業を開始し、MTLとの合弁投資持株会社となる「Mega Shekou ContainerTerminals Limited」を英領バージン諸島に設立し登記する。
- 2007年、CMHIは深圳大鏟湾コンテナターミナル第二期への投資開発に参加し、「深圳大鏟湾現代港口発展有限公司」を設立し、その持分の14%を所有する。
- 2007年、CMHIは天津港（集団）有限公司との間で、天津港東疆保税港区保税物流加工区の投資開発を目的として合弁会社の「天津海天保税物流有限公司」を設立し、その持分の49%を所有する。
- 2007年、CMHIと「湛江市国有資産監督管理委員会」との合意により、「湛江港（集団）股份有限公司」の株式を、CMHIが45%を所有し「湛江市国有資産監督管理委員会」が55%を所有することとなった。湛江港（集団）股份有限公司に資本参加することで、CMHIはバルク貨物ターミナル事業にも進出することとなった。
- 2007年、CMHIは寧波港の港湾管理会社である、「寧波港股份有限公司」の5.4%の株式を購入し、同社の第二位の株主となる。
- 2008年、CMHIは子会社の投資持株会社を通じ、ベトナムの合弁パートナーとの間に合弁会社「Vung Tau International Container Port Company Limited」を設立する。CMHIは合弁会社の株式の49%を所有し、ベトナムの合資パートナーは株式の51%を所有した。この合弁会社の設立は、CMHIにおける初めての国外投資案件であった。
- 2009年2月、CMHIは子会社の投資持株会社を通じ、「深圳赤湾港航股份有限公司」の株式を市場から購入し、株式所有率を増やした。
- 2009年12月3日、CMHIと蛇口集装箱碼頭有限公司（SCT)と赤湾集装箱碼頭有限公司（CCT)はISO14001、ISO28000の認証に合格した。SCTとCCTはISO28000の認証に合格した中国において最初のコンテナターミナルオペレーターとなった。ISO14001は環境マネジメントに関する国際規格であり、ISO28000は物流におけるセキュリティーマネジメントに関する国際規格である。
- 2009年12月18日、CMHIの完全子会社「青島港招商局国際集装箱碼頭有限公司」は「青島新前湾集装箱碼頭有限責任公司」とともに合弁会社の「青島前湾聨合集装箱媽頭有限責任公司（QQCTU）」を設立した。合弁会社の持分の所有率は対等の50%とし、青島前湾のコンテナターミナルの9つのバースを運営する。

### 2010年代
- 2010年3月、CMHIは「Mega Shekou Container Terminals Limited（Mega SCT)」へ蛇口港区の各ターミナル運営会社の持分を整理統合する作業を完了させる。Mega SCTの株式の所有率は、CMHIが80%、Modern Terminals Limited（MTL)が20％とした。
- 2010年6月、CMHIの完全子会社「青島港招商局国際集装箱碼頭有限公司」と「青島港（集団）有限公司」は、合弁会社「青島前湾西港聨合碼頭有限責任公司（QQTU）」を設立した。合弁会社の持分のそれぞれの会社の所有率はCMHIが49%、青島港が51%であり、合弁会社はバルク貨物用ターミナルを運営する。
- 2010年8月、CMHIは「中国南山開発（集団）股份有限公司」への増資を実施した結果、株式所有率が37.014%、株主議決権が23.493%となった。
- 2010年11月、CMHIと中非発展基金有限公司は、60：40を出資比率とする海外直接投資のためのコンソーシアムを設立した。コンソーシアムは、西アフリカのラゴス港のコンテナターミナルを運営する「Tin-Can Island Container Terminal Limited」の株式の47.5%を、ZIM Integrated Shipping Services Limitedから取得することに合意した。
- 2011年2月、CMHIは「珠江船務発展有限公司」の完全子会社「Chu Kong River Trade Terminal Co., Limited」の株式の20%の取得作業を完了した。これにより、CMHIは珠江沿岸の11の内河ターミナルを所有することとなり、深圳西部を含む珠江デルタ地域の港湾ネットワークが進捗した。
- 2011年4月、上海国際港務(集団)股份有限公司（SIPG）が洋山第二期、第三期の開発のために225億人民元分の債券および株式を発行し「上海同盛投資(集団)有限公司」が購入したため、招商局国際の株式所有率は30%から24.48%に低下した。
- 2011年5月、「青島前湾聨合集装箱碼頭有限責任公司（QQCTU）」と、「APL Co. Pte Ltd.（APL）」および「SITC Container Lines Company Limited（SITC）」の投資コンソーシアムは、合弁会社を設立することを合意した。出資比率はQQCTUが70%、APLおよびSITCのコンソーシアムが30%とした。合弁会社は新設された青島前湾聨合ターミナルの2つのバースの運営と管理を行い、APLおよびSITCにサービスを提供する。
- 2012年1月、CMHIは所有する「Colombo International Container Terminals Limited（CICT)」の権益を30%増やすことに合意する。合弁に参加する「Aitken Spence PLC」の権益をCMHIが買い取ることとなった。この結果、CMHIのCICTの権益の所有率は85%となった。
- 2012年8月、CMHIは世界のグレートターミナルオペレーターの十指に入る「Terminal Investment Limited SA」グループの関係会社であるトーゴの「Lomé Container Terminal S.A.」の50%の権益を取得した。
- 2012年12月、CMHIが参加する投資コンソーシアムは、「陽明海運股份有限公司」から台湾高雄港の「高明貨櫃碼頭股份有限公司」の株式の30%を取得した。
- 2013年2月、CMHIはジブチ政府からジブチ市の「Port de Djibouti S.A.」の株式23.5%の取得を完了した。
- 2013年3月、CMHIは中国南山開発（集団）から「深圳赤湾港航股份有限公司」の持分25%を取得を完了し、深圳赤湾の主要株主となった。
- 2013年5月、CMHIと「青島港（集団）有限公司」は、合弁会社「青島港董家口鉱石碼頭有限公司(QDOT)」の設立に合意する。CMHIの持分は25%とした。
- 2013年6月、CMHIは世界的な海運会社「CMA CGM SA」の関係会社「Terminal Link SAS」の株式の49%の取得が完了する。Terminal Link SASは4大陸8か国の15のコンテナおよびバルク貨物ターミナルからなる港湾ネットワークの運営、開発、投資を行っている。
- 2013年7月、CMHIのスリランカの子会社「Colombo International Container Terminals Limited」の部分営業を開始する。
- 2014年3月、CMHIと「青島港（集団）有限公司」の合弁会社「青島港董家口鉱石碼頭有限公司(QDOT)」の設立作業が完了し営業を開始する。CMHIの出資比率は25%である。
- 2014年4月、コロンボ国際コンテナターミナルの完成式典が開かれ、コンテナターミナルの運営を開始する。
- 2014年10月、CMHIが権益を持つトーゴの「Lomé Container Terminal S.A.」のコンテナターミナルの試験運用が開始される。
- 2015年12月、CMHI、COSCO太平洋、CIC Capitalの3社による投資コンソーシアムは、トルコのアンバルリ港のクンポートターミナルの運営会社の権益の65%の取得が完了する。
- 2016年1月、CMHIと大連港股份有限公司(PDA)は、CMHIがPDAの11.8億株の新規発行のH株（増資後の発行済み株数の21.05％相当）を引き受けること合意した。これによりCMHIはPDAの2番目の株主となる。
- 2016年8月、CMHIは「招商局港口控股有限公司（CMPort）」に社名を変更した。
- 2017年4月、CMPortは所有する「中国国際海運集装箱（集団）股份有限公司」の株式を「招商局工業集団有限公司」に売却した。
- 2017年4月、CMPortと「汕頭市国有資産監督管理委員会」および「汕頭港務集団有限公司（SPG)」は、CMPortの子会社の「招商局港口発展（深圳）有限公司（CMPDS）」が「汕頭港務集団有限公司（SPG)」の持分の60%を取得することに合意した。

## 関係会社
以下の一覧は、2016年12月末時点の情報に基づく。
| 会社名                                                                                                  | 登記,業務地        | 資本金            | 株式所有率(%)    | 主な業務 |
| 主たる連結子会社                                                                                        | 主たる連結子会社   | 主たる連結子会社  | 主たる連結子会社 | 主たる連結子会社 |
| --- | ------------------ | ----------------- | ---------------- | --- |
| 招商局貨櫃服務有限公司 China Merchants Container Services Limited                                       | 香港               | HK$500,000        | 間接100          | コンテナターミナルサービスと港湾運送の提供                                                                                          |
| 招商局国際(中集)投資有限公司 China Merchants (CIMC) Investment Limited                                  | 香港               | HK$10,000         | 100              | 投資持株、証券取引 |
| 招商局国際港口(寧波)有限公司 China Merchants International Terminals (Ningbo) Limited                   | 英領ヴァージン諸島 | US$1              | 100              | 投資持株 |
| 青島港招商局国際集装箱碼頭有限公司 China Merchants International Container Terminal (Qingdao) Co., Ltd. | 中華人民共和国     | US$206,300,000    | 間接100          | コンテナターミナルサービスおよび港湾運送の提供                                                                                      |
| 招商局国際碼頭(青島)有限公司 China Merchants International Terminal (Qingdao) Co.,Ltd.                  | 中華人民共和国     | US$44,000,000     | 間接90.1         | 港・コンテナターミナルおよび物流業務                                                                                                |
| 招商局保税物流有限公司 China Merchants Bonded Logistics Co.,Ltd.                                        | 中華人民共和国     | RMB700,000,000    | 間接78.26        | コンテナに関連する物流サービスの提供                                                                                                |
| 招商港務(深圳)有限公司 China Merchants Port Services (Shenzhen) Co.,Ltd.                                | 中華人民共和国     | RMB550,000,000    | 間接100          | ターミナルサービスおよび港湾運送の提供                                                                                              |
| 招商局国際(中国)投資有限公司 CMH International (China) Investment Co.,Ltd.                              | 中華人民共和国     | US$30,000,000     | 100              | 投資持株 |
| Colombo International Container Terminal Limited                                                        | スリランカ         | US$150,000,088    | 85               | コンテナターミナルサービスの提供 |
| Lomé Container Terminal S.A.                                                                            | トーゴ             | XOF200,000,000    | 間接35           | コンテナターミナルサービスの提供 |
| Mega Shekou Container Terminals Limited                                                                 | 英領ヴァージン諸島 | US$120            | 間接80           | 投資持株 |
| 蛇口集装箱碼頭有限公司 Shekou Container Terminals Ltd.                                                  | 中華人民共和国     | HK$618,201,150    | 間接80           | 中国蛇口の経営する第1および第2バース業務                                                                                            |
| 深圳聯運捷集装箱碼頭有限公司 Shekou Container Terminals (Phase II) Co.,Ltd.                             | 中華人民共和国     | RMB608,549,000    | 間接80           | 中国蛇口の第3および第4バース業務 |
| 安迅捷集装箱碼頭(深圳)有限公司 Shekou Container Terminals (Phase III) Co.,Ltd.                          | 中華人民共和国     | RMB1,276,000,000  | 間接80           | 中国蛇口の第5および第9バース業務 |
| 深圳赤湾港航股份有限公司 Shenzhen Chiwan Wharf Holdings Limited                                         | 中華人民共和国     | RMB644,763,730    | 間接45.56        | 港路業務 |
| 深圳海勤工程管理有限公司 Shenzhen Haiqin Engineering Supervision & Management Co., Ltd.                 | 中華人民共和国     | RMB3,000,000      | 間接100          | 港湾建設関連サービスの提供 |
| 深圳海星港口発展有限公司 Shenzhen Haixing Harbour Development Company Ltd.                              | 中華人民共和国     | US$15,151,500     | 間接67           | コンテナターミナルサービスの提供 |
| 深圳媽湾港務有限公司 Shenzhen Mawan Port Service Co., Ltd.                                              | 中華人民共和国     | RMB200,000,000    | 間接87.3         | 深圳媽湾の第5バース業務 |
| 深圳媽港倉碼有限公司 Shenzhen Mawan Terminals Co., Ltd.                                                 | 中華人民共和国     | RMB335,000,000    | 間接87.3         | 深圳媽湾の第6および第7バース業務 |
| 深圳媽湾港航有限公司 Shenzhen Mawan Wharf Co., Ltd.                                                     | 中華人民共和国     | RMB200,000,000    | 間接87.3         | 深圳媽湾の第0バース業務 |
| 漳洲招商局厦門湾港務有限公司 Xia Men Bay China Merchants Terminals Co., Ltd.                            | 中華人民共和国     | RMB315,000,000    | 間接31           | コンテナターミナルサービスと港湾運送の提供                                                                                          |
| 漳州招商局碼頭有限公司 Zhangzhou China Merchants Port Co.,Ltd.                                          | 中華人民共和国     | RMB1,000,000,000  | 間接60           | 漳州経済開発区の第3および第6バース業務                                                                                              |
| 漳州招商局拖輪有限公司 Zhangzhou China Merchants Tugboat Co.,Ltd.                                       | 中華人民共和国     | RMB15,000,000     | 間接70           | 漳州経済開発区のタグボート業務 |
| 招商局国際信息技術有限公司                                                                              | 中華人民共和国     | RMB50,000,000     | 76.84(間接10.57) | コンピュータネットワークサービスの提供                                                                                              |
| 安通捷碼頭倉儲服務(深圳)有限公司                                                                        | 中華人民共和国     | HK$100,000,000    | 間接100          | 蛇口の一区画の土地の所持 |
| 安運捷碼頭倉儲服務(深圳)有限公司                                                                        | 中華人民共和国     | RMB60,600,000     | 間接80           | 蛇口の一定の区画の土地の所持 |
| 広東頤徳港口有限公司                                                                                    | 中華人民共和国     | RMB216,000,000    | 間接51           | 港業務 |
| 深圳金域融泰投資有限公司                                                                                | 中華人民共和国     | RMB800,000,000    | 間接100          | 不動産保有 |
| 深圳市招商前置業有限公司                                                                                | 中華人民共和国     | RMB200,000,000    | 間接100          | 不動産保有 |
| 主たる関連会社                                                                                          |                    |                   |                  | |
| 亜洲空運中心有限公司 Asia Airfreight Terminal Co.,Ltd.                                                  | 香港               | n/a               | 間接20           | 空運サービス |
| 中国国際国際海運集装箱(集団)股份有限公司 China International Marine Containers (Group) Co., Ltd.        | 中華人民共和国     | n/a               | 間接24.53        | ドライコンテナ、冷蔵コンテナ 、道路運送車両、エネルギー機器、化学工業機器、食品製造機器の設計、製造、販売および海洋エンジニアリング |
| 中国南山開発(集団)股份有限公司 China Nanshan Development (Group) Incorporation                          | 中華人民共和国     | n/a               | 間接37.01        | 投資持株 |
| Chu Kong River Trade Terminal Co., Ltd.                                                                 | 英領ヴァージン諸島 | n/a               | 間接20           | シャトルバージ港サービスの提供 |
| 大連港股份有限公司 Dalian Port (PDA) Company Limited                                                    | 中華人民共和国     | n/a               | 間接21.05        | ターミナル業務と物流サービスの提供                                                                                                  |
| 現代貨箱碼頭有限公司 Modern Terminals Limited                                                           | 香港               | n/a               | 間接27.01        | コンテナターミナルサービスと倉庫サービスの提供                                                                                      |
| Port de Djibouti S.A.                                                                                   | ジブチ             | n/a               | 間接23.5         | 海港とターミナル業務 ジブチにおける港関連事業                                                                                       |
| 上海国際港務(集団)股份有限公司 Shanghai International Port (Group) Co., Ltd.                            | 中華人民共和国     | n/a               | 間接25.15        | 港・コンテナターミナル事業および関連サービス                                                                                        |
| Terminal Link SAS                                                                                       | フランス           | n/a               | 間接49           | ヨーロッパ、地中海沿岸、アフリカ、北米およびアジアのコンテナターミナル業務                                                          |
| 天津海天保税物流有限公司 Tianjin Haitian Bonded Logistics Co., Ltd.                                     | 中華人民共和国     | n/a               | 間接49           | コンテナターミナルサービスおよび倉庫サービスの提供                                                                                  |
| Tin-Can Island Container Terminal Ltd.                                                                  | ナイジェリア       | n/a               | 間接28.5         | コンテナターミナルサービスの提供 |
| 主たる合弁会社                                                                                          |                    |                   |                  | |
| 寧波大榭招商国際碼頭有限公司 Ningbo Daxie China Merchants International Terminals Co., Ltd.             | 中華人民共和国     | RMB1,209,090,000  | 間接45           | 港およびコンテナターミナル事業 |
| 青島前湾聨合集装箱碼頭有限責任公司 Qingdao Qianwan United Container Terminal Co., Ltd.                  | 中華人民共和国     | RMB2,000,000,000  | 間接50           | 港およびコンテナターミナル事業 |
| 青島前湾西港聨合碼頭有限責任公司 Qingdao Qianwan West Port United Terminal Co., Ltd.                    | 中華人民共和国     | RMB500,000,000    | 間接49           | 港およびバルク貨物ターミナル事業 |
| 寧波宏商国際貨運代理有限公司 Regional Merchants International Freight Forwarding Co., Ltd.              | 中華人民共和国     | HK$12,000,000     | 間接20           | 運送サービスの提供 |
| 宏商海運有限公司 Regional Merchants Maritime Ltd.                                                       | 中華人民共和国     | HK$8,000,000      | ―                | 海運サービスの提供 |
| 湛江港(集団)股份有限公司 Zhanjiang Port (Group) Co., Ltd.                                               | 中華人民共和国     | RMB4,020,690,955  | 間接40.29        | 港およびコンテナターミナル事業 |
| 青島港董家口鉱石碼頭有限公司 Qingdao Port Dongjiakou Ore Terminal Co., Ltd.                             | 中華人民共和国     | RMB1,400,000,000  | 間接25           | 港およびバルク貨物ターミナル事業 |
| Euro-Asia Oceangate S.ar.l.                                                                             | ルクセンブルク     | US$940,141,587.60 | 間接40           | 港およびコンテナターミナル事業 |